# Fabão
Fabão, voluit José Fábio Alves Azevedo (Vera Cruz, 15 juni 1976), is een Braziliaans voetballer.